# Église Santi Bernardo e Margherita a Fonseca
L'église Santi Bernardo e Margherita a Fonseca est une église monumentale de Naples, située vico Santa Margherita a Fonseca, dans le quartier de Stella.

## Histoire
L'église est bâtie au milieu du XVIIe siècle par l'architecte Pietro de Marino, avec une grande aula et de voûtes en berceau. Elle est restaurée à la fin du siècle avec l'ajout de chapelles latérales, d'une entrée de côté, puis d'une coupole au-dessus du chœur qui illumine l'église.
En 1734, Vaccaro se charge de la décoration intérieure avec des stucs. Le 20 janvier 1874, le futur architecte Gioacchino Luigi Mellucci a été baptisé dans cette église.
La disparition de l'ancien couvent devenu une école élémentaire et le tremblement de terre de 1980 ont entraîné la fermeture de l'église aux fidèles pendant plus de vingt ans. Des tableaux ont été dérobés, de précieux ornements sacrés et des marbres ont été volés, ainsi que des reliques. 
La structure de l'édifice laissé à l'abandon menaçait de s'écrouler; elle a été finalement récupérée, après des années de travaux, grâce aux pressions du curé de la paroisse de la Santissima Annunziata a Fonseca, ce qui a permis sa réouverture en tant que filiale paroissiale, dans un quartier plutôt marqué par la délinquance et les dérives de la rue.

## Le couvent

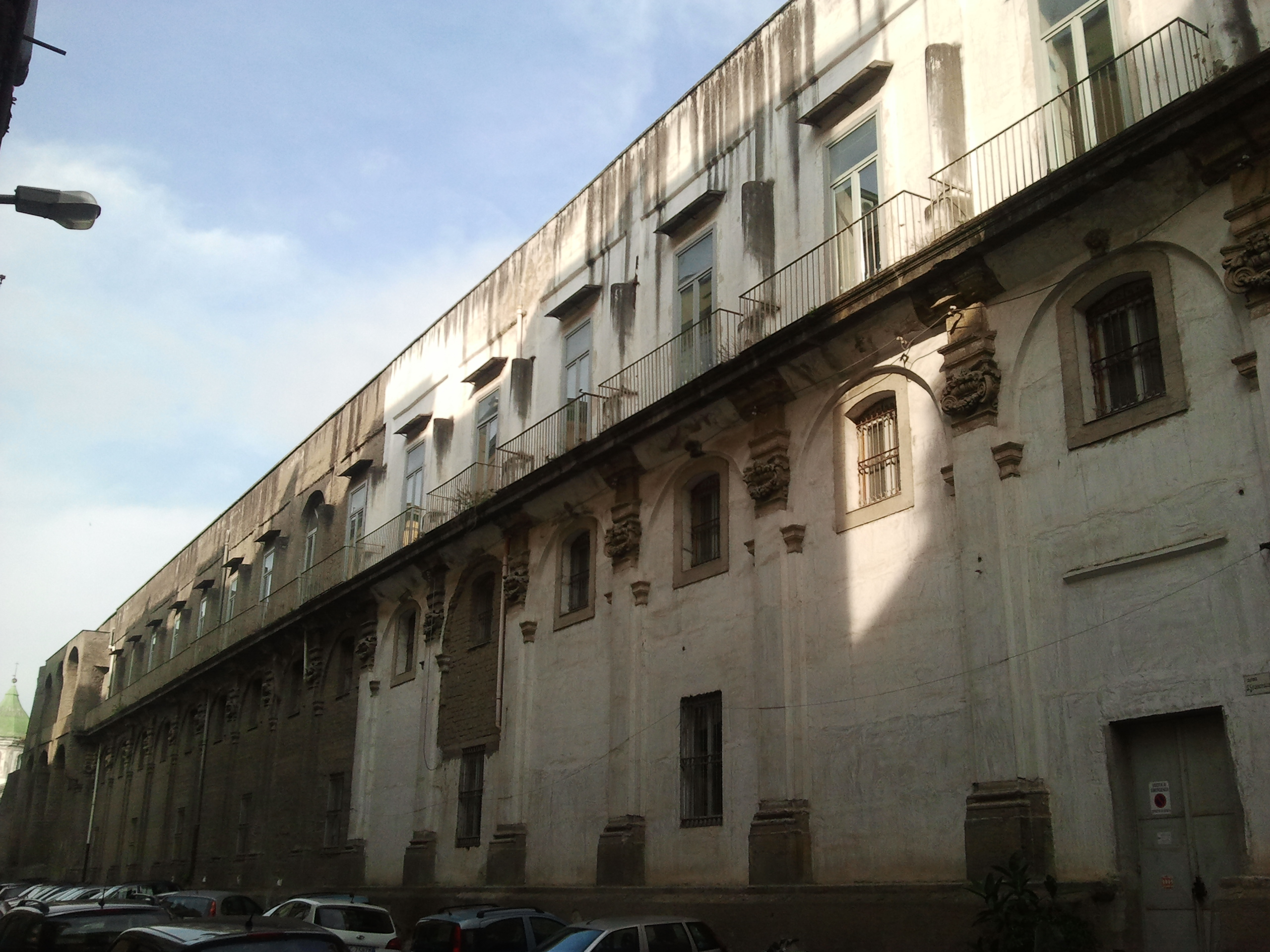
Façade de l'ancien couvent.

Le couvent a été fondé en 1634 pour permettre la retraite de trente veuves dans la vie de cloître, dans une ancienne propriété de la noble famille des Fonseca qui a donné son nom au nouveau quartier. 
Il accueille à partir de 1920 le XIX Circolo Didattico Vincenzo Russo. Le beau portail aux lignes douces avec le blason de l'antique couvent est un témoin de son passé, ainsi que les frises sur un côté de l'édifice qui conserve sa maçonnerie de tuf et les arcades aveugles alternant avec des lésènes, surmontées de chapiteaux corinthiens.  
L'intérieur a été modifié pour en faire une école, mais on peut encore observer des éléments de l'époque conventuelle. Le portail interne est décoré de marbres polychromes avec deux fenêtres de côté qui servaient de tour pour communiquer avec l'extérieur. La chapelle intérieure du couvent comporte encore des éléments décoratifs dans le goût pompeux du XVIIIe siècle, malgré les spoliations. Des décorations grotesques sont conservées sur des voûtes d'espaces non accessibles et ne faisant pas partie de l'école.

## Source de la traduction
- (it) Cet article est partiellement ou en totalité issu de l’article de Wikipédia en italien intitulé « Chiesa dei Santi Bernardo e Margherita a Fonseca » (voir la liste des auteurs).